# Desa Padaasih (administrativ by i Indonesien, lat -7,23, long 107,82)
Desa Padaasih är en administrativ by i Indonesien.   Den ligger i provinsen Jawa Barat, i den västra delen av landet, 160 km sydost om huvudstaden Jakarta.